# McArine
"McArine" er en sang af den danske gruppe Shu-bi-dua og er fra deres fjerde album, Shu-bi-dua 4. Sangen er indspillet i folk-stil med akustiske guitarer og keltisk stemning. Titlen kan bevidst forveksles med "margarine", og fra tid til anden kalder gruppens fans den ved dette navn. Teksten er en fortælling om en gammel skotte ved navn McArine, der bor ved Loch Ness-søen i Skotland. "Han har næsten ingen penge, men det varer sikkert længe, inden gamle McArine er død", synger Michael Bundesen med tillagt skotsk dialekt.
Sangen er en humoristisk karikatur på, hvordan skandinaver opfatter skotter. McArine er nærig, han vil ikke giftes, for det er for dyrt, og han brygger sin egen whisky og spiller på sækkepibe. Idéen til fortællingen om den gamle skotte og den tilhørende melodi, er lavet af Shu-bi-dua-guitaristen Claus Asmussen ifølge Michael Hardinger.

## Efter udgivelsen
"McArine" udkom sammen med den øvrige del af 4'eren i juli 1977. Sangen har været blandt Shu-bi-duas allermest spillede til koncerter gennem årene og regnes som et meget populært nummer. I løbet af 90'erne og 00'erne begyndte bandet som en live-gimmick af tilføje det spanske dansenummer "Macarena" til afslutningen af McArine.

## Medvirkende
- Michael Bundesen: Sang
- Michael Hardinger: Guitar, kor
- Claus Asmussen: Guitar, kor
- Bosse Hall Christensen: trommer, kor
- Niels Grønbech: Bas